# DQS
Die DQS Holding GmbH mit Sitz in Frankfurt am Main ist die Dachgesellschaft der DQS-Gruppe (Eigenschreibweise: DQS Gruppe; „Deutsche Gesellschaft zur Zertifizierung von Qualitätssicherungssystemen“). Die Unternehmenstätigkeit umfasst das Begutachten von Geschäftsprozessen aller Art sowie das Zertifizieren von Managementsystemen.

## Geschichte
Die DQS wurde 1985 als erste deutsche Zertifizierungsgesellschaft in Berlin gegründet und war zugleich die weltweit dritte Managementsystem-Zertifizierungsstelle. Als Ziel galt den Gründungsgesellschaftern DGQ (Deutsche Gesellschaft für Qualität e. V.) und DIN (Deutsches Institut für Normung e. V.) vorrangig die Förderung der deutschen Wirtschaft.
Die Gründung ging zeitlich einher mit der Veröffentlichung der ersten Entwürfe zur ISO 9000-Normenreihe mit der heute weltweit wichtigsten Qualitätsmanagementnorm ISO 9001. Im Jahre 1986 stellte die DQS als erster Zertifizierer in Deutschland ein Zertifikat nach ISO 9001 aus.
Nach dem Zusammenschluss der DQS mit der Sparte Management Systems Solutions (MSS) des amerikanischen Produktzertifizierers Underwriters Laboratories Inc. im März 2008 zählte die DQS-UL-Gruppe zu den weltweit größten Systemzertifizierern. Seit Juni 2015 tritt das Unternehmen weltweit als DQS-Gruppe auf.

## Unternehmensstruktur
Zur DQS Holding GmbH zählen nach eigenen Angaben rund 80 Standorte in rund 60 Ländern. Nach Unternehmensangaben repräsentieren die ca. 20.000 Kunden der DQS-Gruppe aus über 130 Ländern alle Branchen und die DQS-Zertifikate finden sich an mehr als 65.000 Standorten.
Der Konzern beschäftigte 2021 im Jahresdurchschnitt weltweit 776 fest angestellte Mitarbeiter und Auditoren sowie rund 2500 freiberuflich tätige Auditoren. Davon sind ca. 35 % in Deutschland ansässig, die verbleibenden 65 % in anderen Ländern. Zu den größten Gesellschaften der Gruppe zählen die DQS Inc. (USA), DQS do Brasil Ltd., DQS Japan Inc., DQS Medizinprodukte GmbH, DQS CFS GmbH – Deutsche Gesellschaft für Nachhaltigkeit sowie die DQS GmbH in Deutschland.

## Leistungsspektrum
DQS führt Begutachtungen sowohl nach Kundenvorgaben als auch industriespezifischen Regeln durch und bietet Zertifizierungen nach mehr als 100 national und international anerkannten Regelwerken an. Hinzu kommen Begutachtungen zu Risikomanagement-Systemen, Nachhaltigkeit, Datenschutz, Gesundheits- und Sozialwesen, Bildungswesen, Business Excellence und integrierten Managementsystemen.
Die Begutachtungsleistungen werden überwiegend von externen Auditoren auf Honorarbasis erbracht. Die Auditoren sind in der Regel in Unternehmen der Branche tätig, in der sie auch begutachten.
DQS ist Gründungs- und Vollmitglied des 1990 entstandenen internationalen Zertifizierer-Netzwerks IQNet Association. Hauptziel des rund 35 Mitglieder umfassenden Netzwerks (Stand Juni 2022) ist die gegenseitige weltweite Anerkennung der von den Mitgliedsgesellschaften ausgestellten Zertifikate.